# Hrazdan
Hrazdan (en armeni Հրազդան [həɾɑzˈdɑn]) és una ciutat i comunitat urbana municipal d'Armènia, capital de la província de Kotaik que està localitzada 45 km al nord-est de la capital del país, Erevan. Segons el cens de 2011 té una població de 44.231 habitants. Segons el cens de 2022 té una població de 52.283 habitants.
Durant el període de la Unió Soviètica, Hrazdan esdevé un dels centres industrialitzats de la República Soviètica d'Armènia.
A Hrazdan és la seu de la Diòcesi de Kotaik de l'Església Apostòlica Armènia, tot i que la catedral de la diòcesi és el Monestir Kecharis, situat a la ciutat veïna de Tsaghkadzor.

## Etimologia
El nom de la ciutat prové del riu Hrazdan, que la travessa de nord a sud. Aquest topònim es deriva del mot del pahlavi Frazdān, que està relacionat amb la mitologia zoroàstrica. Frazdān és el nom que rep el llac, mencionat a Avesta, on hi ha una batalla durant la lluita de Histaspes. A Armènia hi ha molts topònims d'origen zoroàstric, ja que els seus habitants eren majoritàriament zoroàstristes abans de convertir-se al cristianisme.

## Història

### Èdat antiga i mitjana

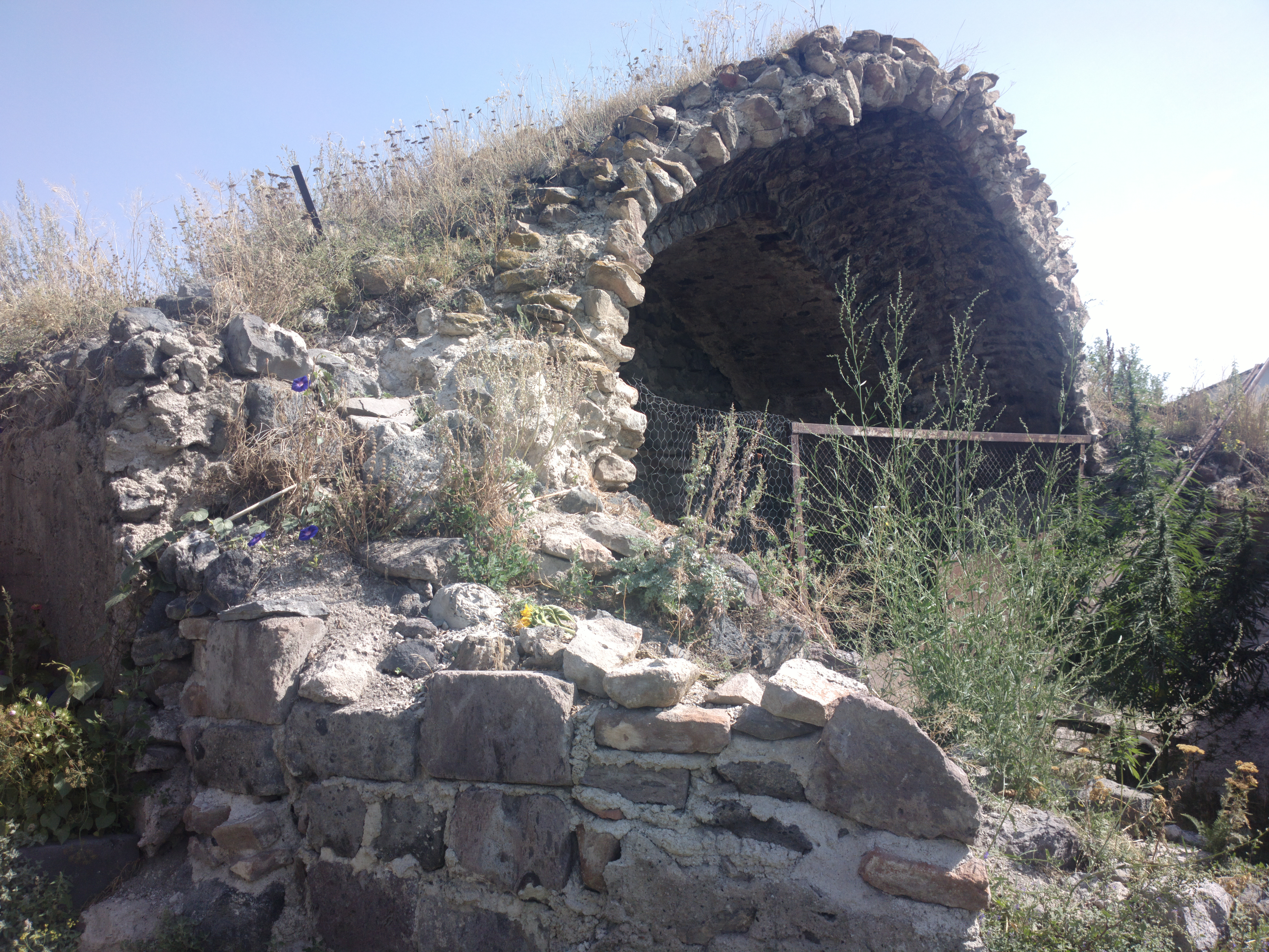
Caravanserai d'Hrazdan, s. XIII

El territori de Hrazdan s'associa al cantó històric de la província d'Airarat del Regne d'Armènia i s'hi han trobat tombes que daten d'entre els mil·lennis II i I aC. Segons Ptolemeu, Kotaik és un territori gobernat per la dinastia armènia Arxakuní durant els dos primers segles després de crist. Entre el segles V i VII la regió està governada per les famílies Camsaracans i Amatuní, sota el jou persa. Els àrabs islàmics conquesten la zona entre els segles VII i IX.
A finals del segle IX el regne d'Armènia torna a recuperar la regió. Entre els segles XI i XV està ocupada per l'Imperi Seljúcida, l'Imperi Mongol, Aq Qoyunlu i Qara Qoyunlu.

### Segles XVI-XIX
A inicis del segle XVI el territori esdevé part del Beglarbegi d'Erevan, sota dominació de la Dinastia safàvida de Pèrsia. A la primera meitat del segle XVIII forma part del Kanat d'Erevan, que forma part de la Dinastia afxàrida de Pèrsia i Afganistan. Mitjançant el Tractat de Turkmantxai, resultat de la Guerra russo-persa (1826-1928) la regió passa a formar part de l'Imperi Rus.

### Segles XX i XXI

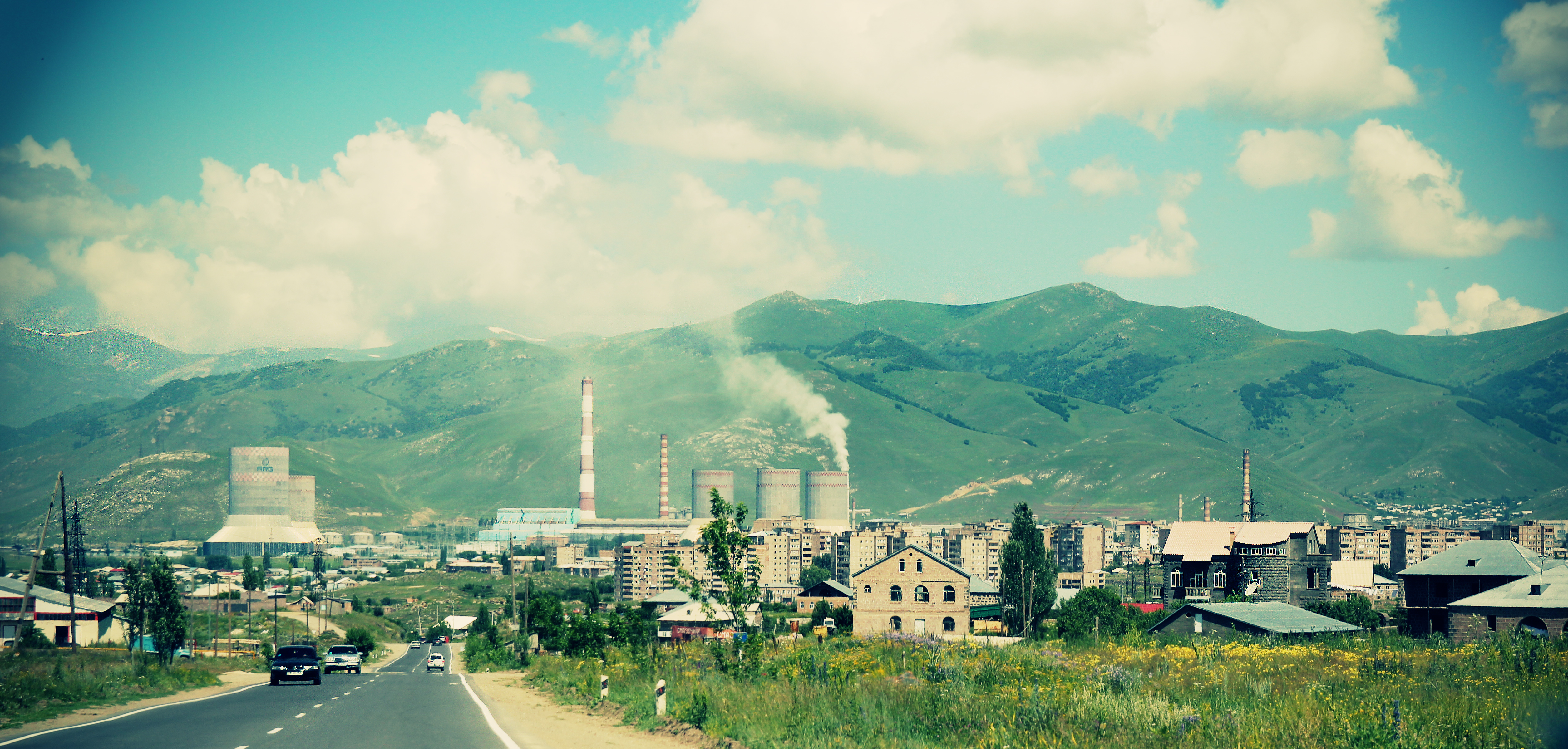
Vista general d'Hrazdan

La regió d'Hrazdan passa a formar part de la República Democràtica d'Armènia quan cau l'Imperi Rus el maig del 1918. El desembre de 1920 passa a formar part de la Unió Soviètica.

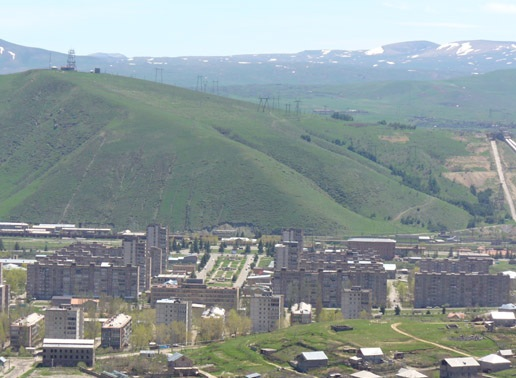
Districte central Kentron

Hrazdan és una de les ciutats que han estat fundades i desenvolupades durant l'època soviètica. Anteriorment, al sud de l'actual ciutat hi havia el poblat d'Akhta, centre del raion d'Akhta, un territori administratiu de la República Soviètica d'Armènia format el 1930. El 1959, Akhta és incorporat a l'assentament urbà conegut com a Hrazdan. El raion d'Akhta fou reanomenat raion d'Hrazdan.
El 12 de gener de 1963 el Soviet Suprem de la República Socialista Soviètica d'Armènia decideix que Hrazdan esdevingui una ciutat juntament amb els pobles de Vanatur, Jrarat, Kakavadzor i Mkravan. Això fa que la població de Hrazdan arribi als 61.000 habitants.

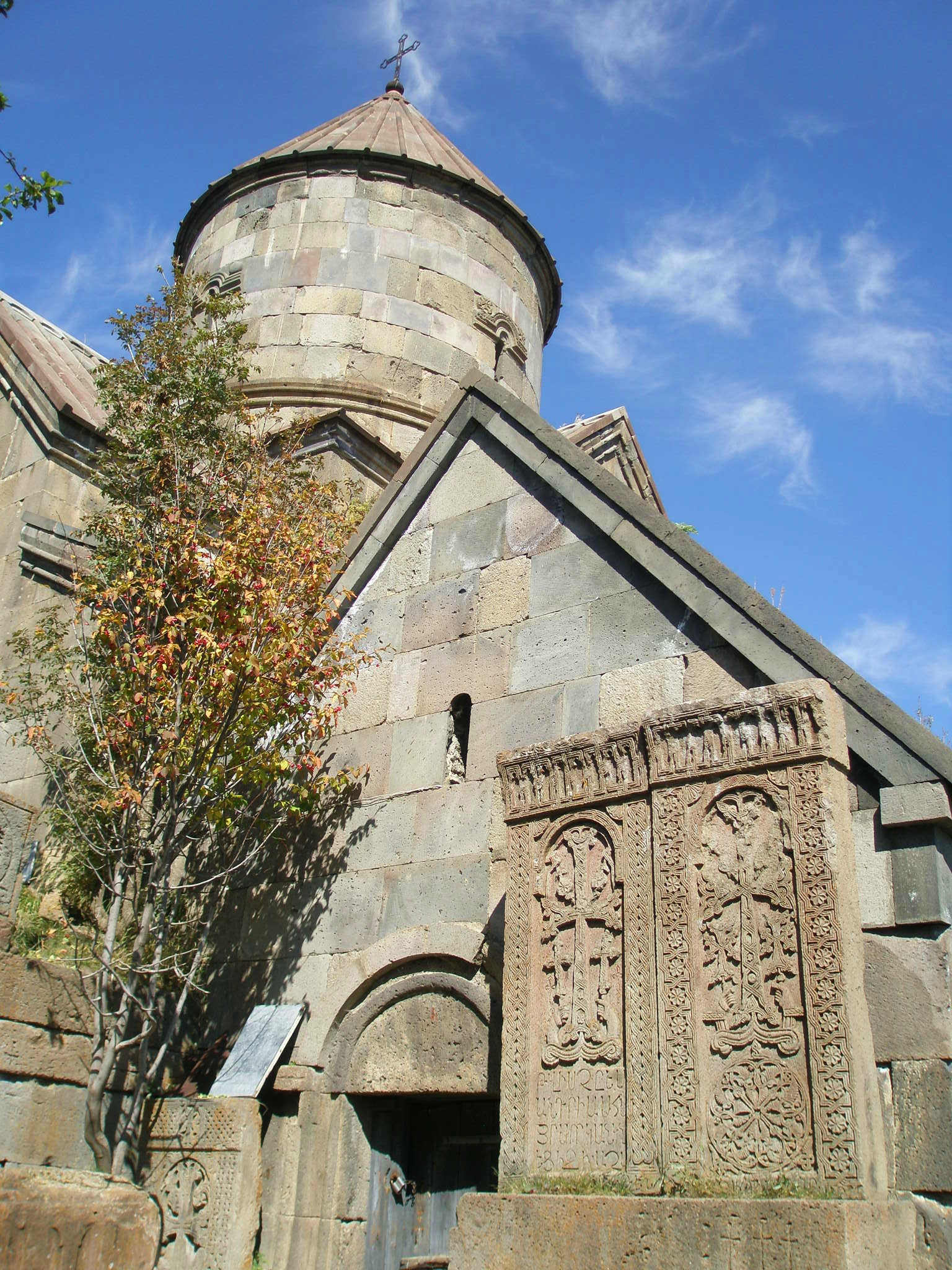
Monestir de Makravan del segle X

Entre les dècades de 1960 i 1970 es fan plans industrials a la ciutat que l'ajuden a desenvolupar-se, entre els que hi ha la construcció de la fàbrica de ciment "HrazdanMash", entre d'altres. Entre el 1978 i el 1980 s'hi fa un altre pla de desenvolupament que marca l'objectiu que la ciutat arribi als 120.000 habitants el 2010, però el pla és abandonat amb la dissolució de la Unió Soviètica.
L'actual Hrazdan està dividit en tres zones principals:
- La zona nord, que inclou els districtes de Jrarat i Mikroshrjan i el districte industrial de la ciutat.
- La zona central, que inclou els districtes de Kochor, Vanatur, Kentron i Makravan.
- La zona meridional, que inclou els districtes de Spandaryan i Aghbyurak.

El desembre de 1995 esdevé el centre de la nova Província de Kotaik.

## Geografia

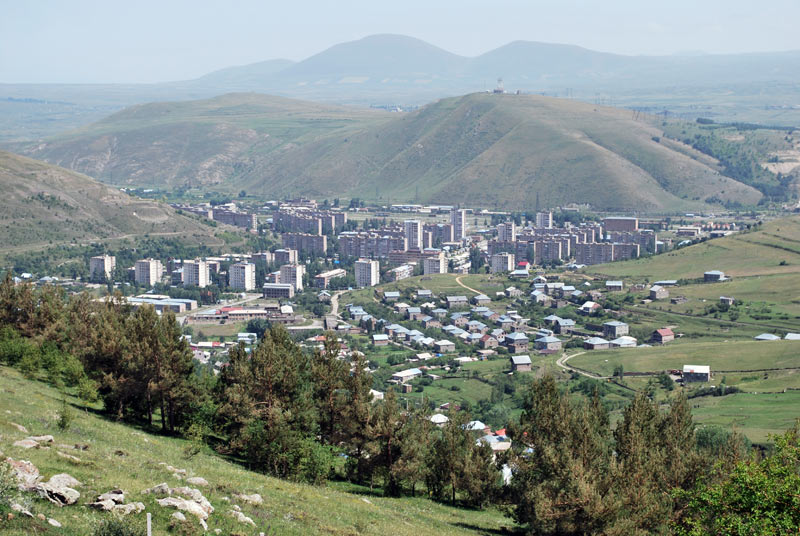
Vista general de Hrazdan

Hrazdan està situada al nord-est d'Armènia, a la província de Kotaik. Està envoltada per la montanya de Pambak al nord, la serralada dels Tsaghkunyats al sud-oest i les muntanyes de Geghama, a l'est. La ciutat està regada pel riu Hrazdan  els seus tributaris, el Marmarik i l'Aghveran.
La ciutat està a 1675 metres per damunt del nivell del mar. Té un clima continental humid (segons la Classificació climàtica de Köppen, Dfb). La seva temperatura mitjana anual és de 6°C (entre els -7°C d gener i els 18.1°C d'agost). Té una mitjana de precipitació anual de 700 mm.

## Demografia

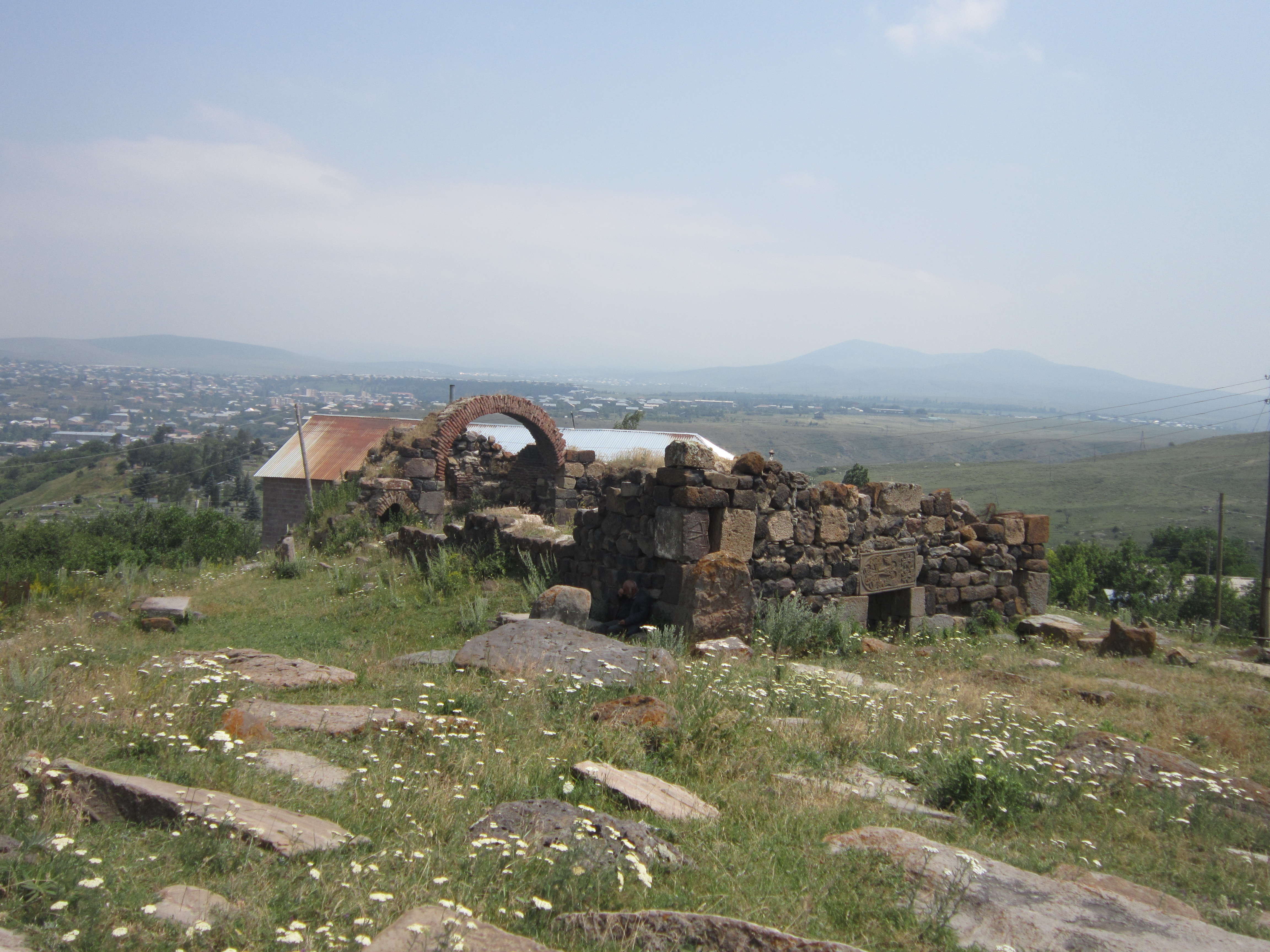
Restes del monestir Aghbyurak de Hrazdan

L'evolució demogràfica de Hrazdan és:
- 1959 -  7.630 habitants
- 1976 - 35.903 habitants
- 1989 - 25.903 habitants
- 1991 - 25.600 habitants
- 2001 - 52.808 habitants
- 2011 - 41.875 habitants
- 2022 - 44.231 habitants

### Religió

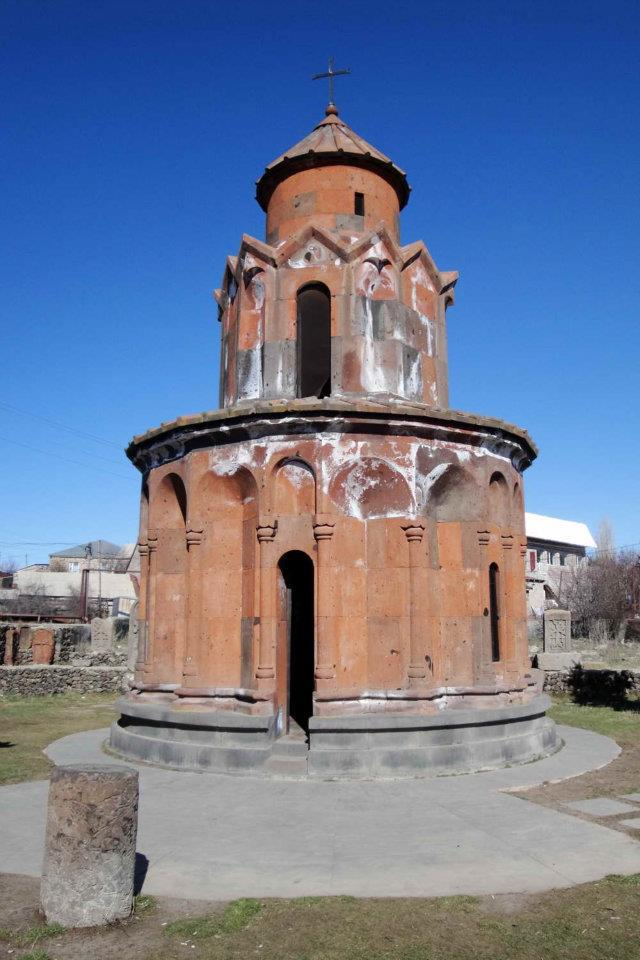
Capella de la Creu Blava de Hrazdan

La majoria dels habitants de Hrazdan són cristians de l'Església Apostòlica Armènia. A la ciutat hi ha la seu de la Diòcesi de Kotaik.
A la ciutat hi ha esglésies datades des de l'Edat Mitjana fins a l'actualitat. Les restes arqueològiques del Monestir de Sant Esteve d'Aghbyurak daten dels segles X-XII. A la ciutat i ha les següents esglésies:
- Monestir Makravank, que té dues esglésies, una del segle X i una del segle XII
- Església de la Sagrad Creu de Kochor. Construïda al 1854 i reconstruïda el 2013
- Capella de la Creu Blava de Vanatur (1993)
- Església Tukh Manuk (2003)
- Església de Sant Jordi (2013)

A més a més hi ha ruïnes d'esglésies i monestirs:
- Alta capella Kakavadzor, Hrazdan (segles IV-VII)
- Església de Sant Esteve d'Aghbyurak (segles X-XII)
- Monestir Holy right (segles X-XIV)
- Capella Kakavadzor (segles XVIII-XIX)
- Capella de sant Karapet de Jrarat (1831)

## Cultura

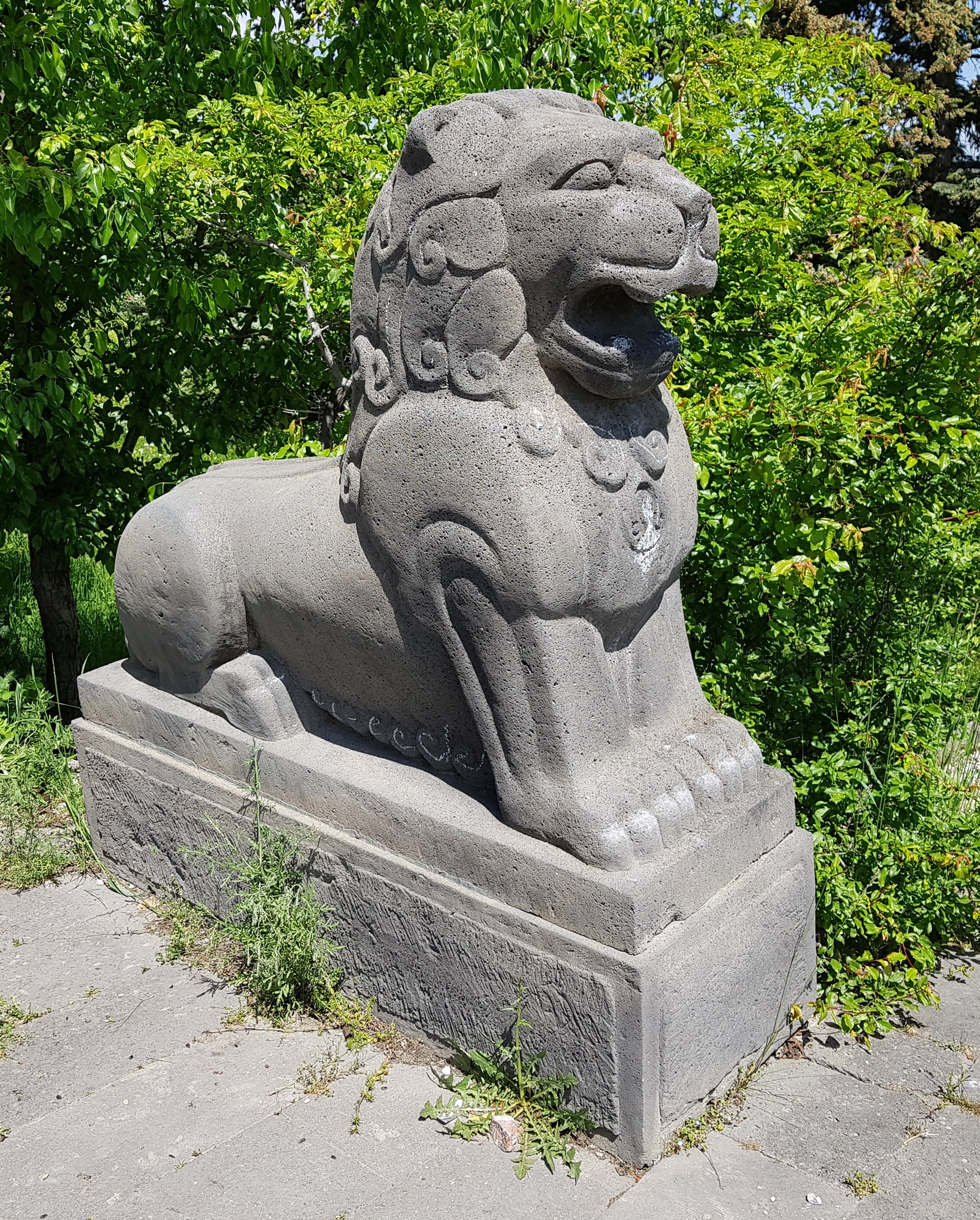
Estàtua d'un lleó a Hrazdan

El 1953 es funda el Teatre de Hrazdan.
A la ciutat hi ha una branca de la Galeria Nacional d'Armènia (inaugurada el 1981) i  el Museu de Geologia d'Hrazdan. El 1980 es funda el Museu de Hrazdan, que té seccions arqueològiques, històriques i etnogràfiques.

### Mitjans de comunicació
Hrazdan TV és un canal de televisió privat fundat per la família Harutyunyan, que també edita un diari i és propetària de Hrazdan Radio. La cadena de televisió, inaugurada el 1991 cobreix la província de Kotaik i parts de la província de Guegharkunik.

## Economia
Hrazdan és una ciutat altament industrialitzada. Algunes de les seves indústries són:

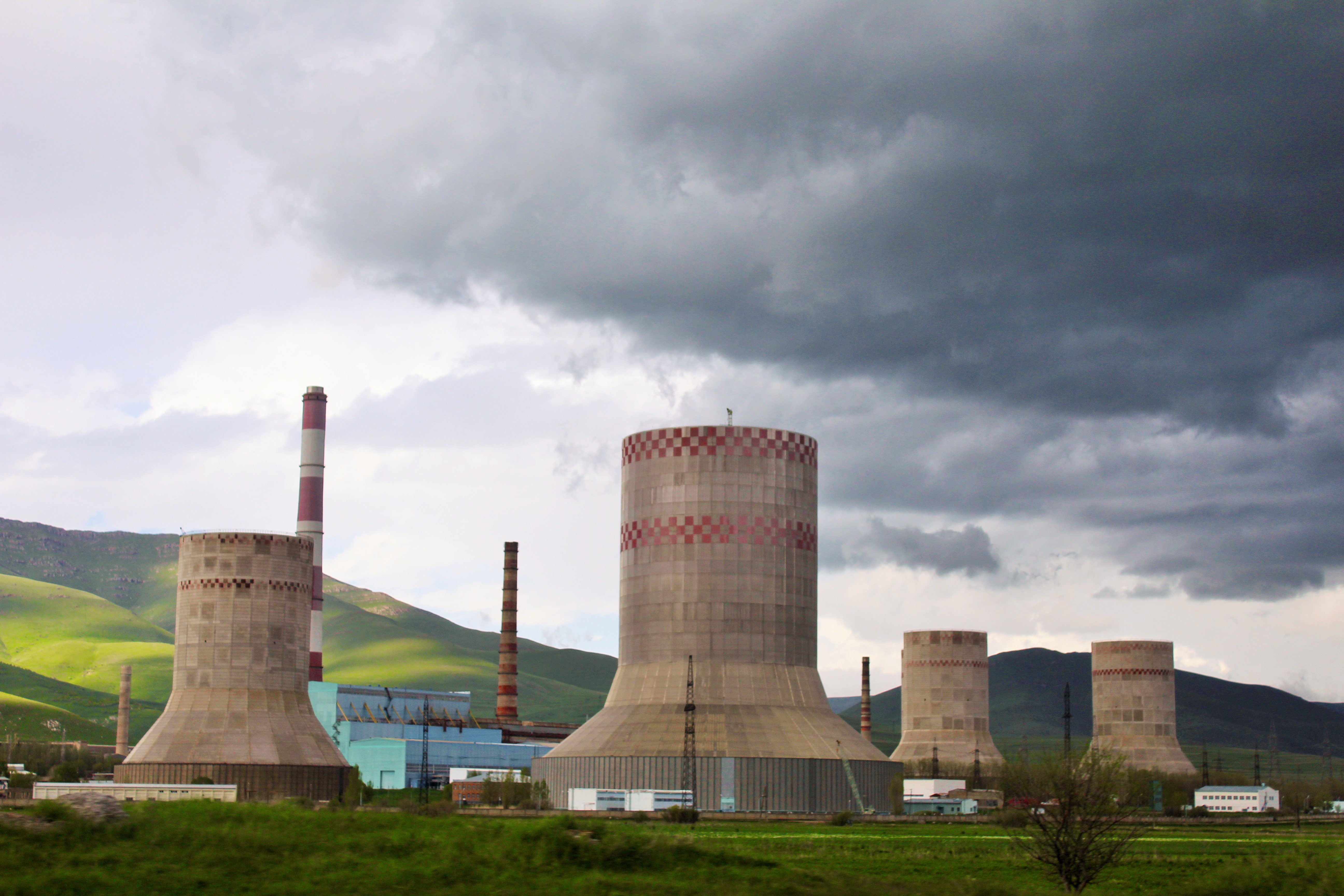
Planta tèrmica de Hrazdan

- Planta tèrmica de HrazdanPlanta hidroelèctrica de Hrazdan, construïda entre 1954 i 1959 construïda en un pantà amb la capacitat de 5.6 m3.
- Planta tèrmica de Hrazdan, alimentada per gas natural.[18]
- La fàbrica Hrazdan Cement, fundada el 1970.
- Qualitech Machinery, fàbrica de motors fundada el 1999.

També hi ha altres firmes industrials menors com la fàbrica de metall-plàstic Hidro Storm i les companyies de materials de construcció Arjermek i Hakobyan.

## Transports

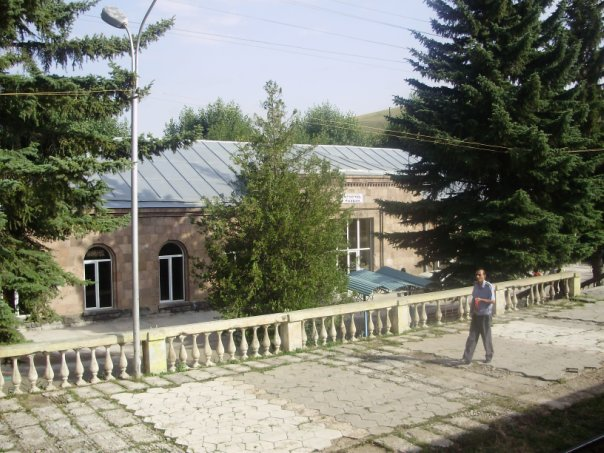
Estació de ferrocarril de Hrasdan

Hrazdan és un nexe de transports que uneix Erevan amb les províncies del nord d'Armè[[nia i està travessada per l'autopista M-4 que uneix aquestes zones. També està connectada amb la resta de zones de la província de Kotaik.
La ciutat té una estació del Ferrocarril del Caucas del Sud que forma part de les línies d'Erevan A Shorzha i a Dilidjan.

## Educació

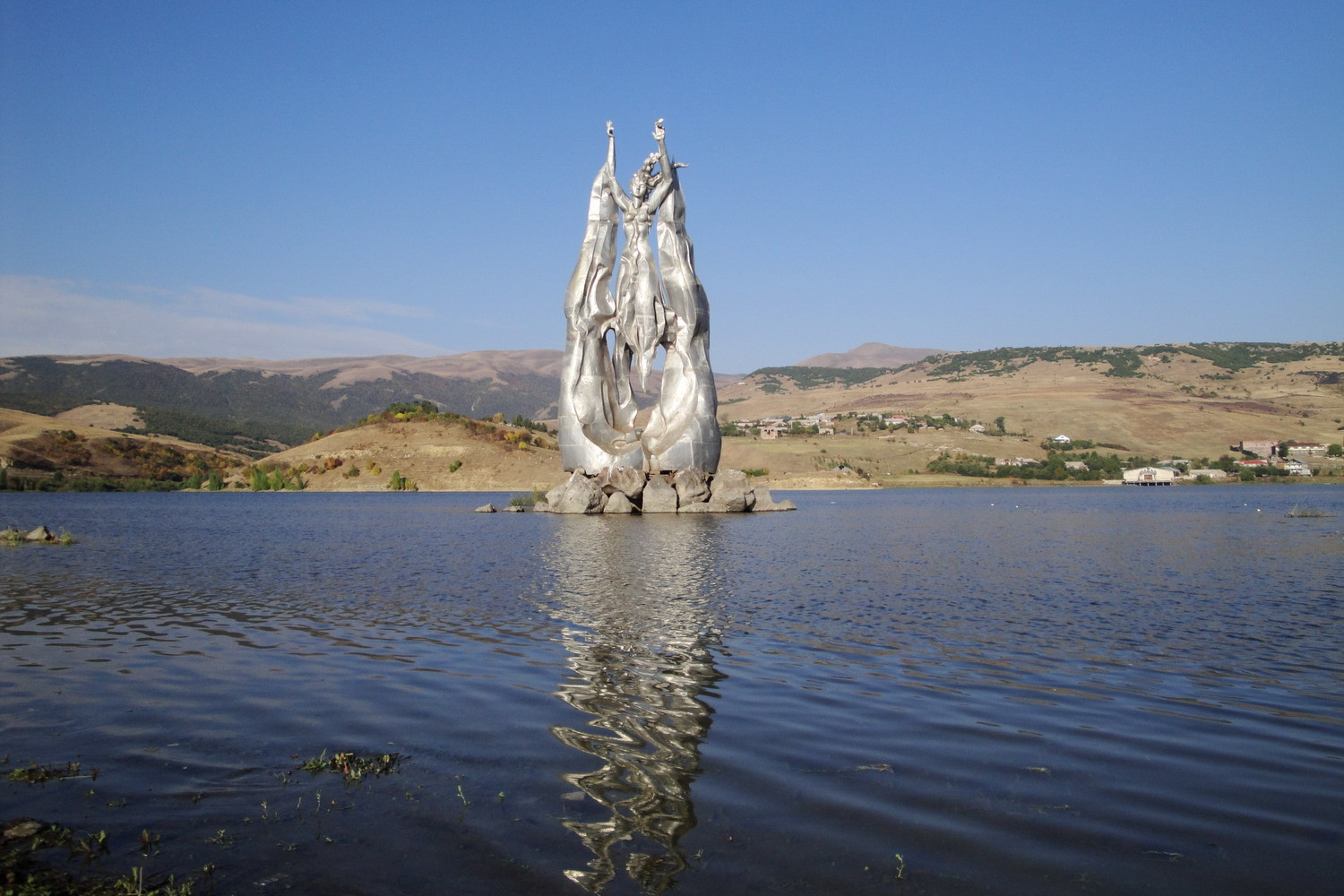
Monument al pantà d'Aghbyurak

Hrazdan hospeda l'Humanitarian Institute of Hrazdan des de 1996, una universitat privada que té facultat de dret, pedagogia i economia. El 2009 la ciutat disposa de 13 escoles públiques, 13 llars d'infants i una escola d'educació especial, a banda d'acadèmies musicals i esportives. Al parc zoològic i botànic de Hrazdan té un centre de recerca.

## Esports

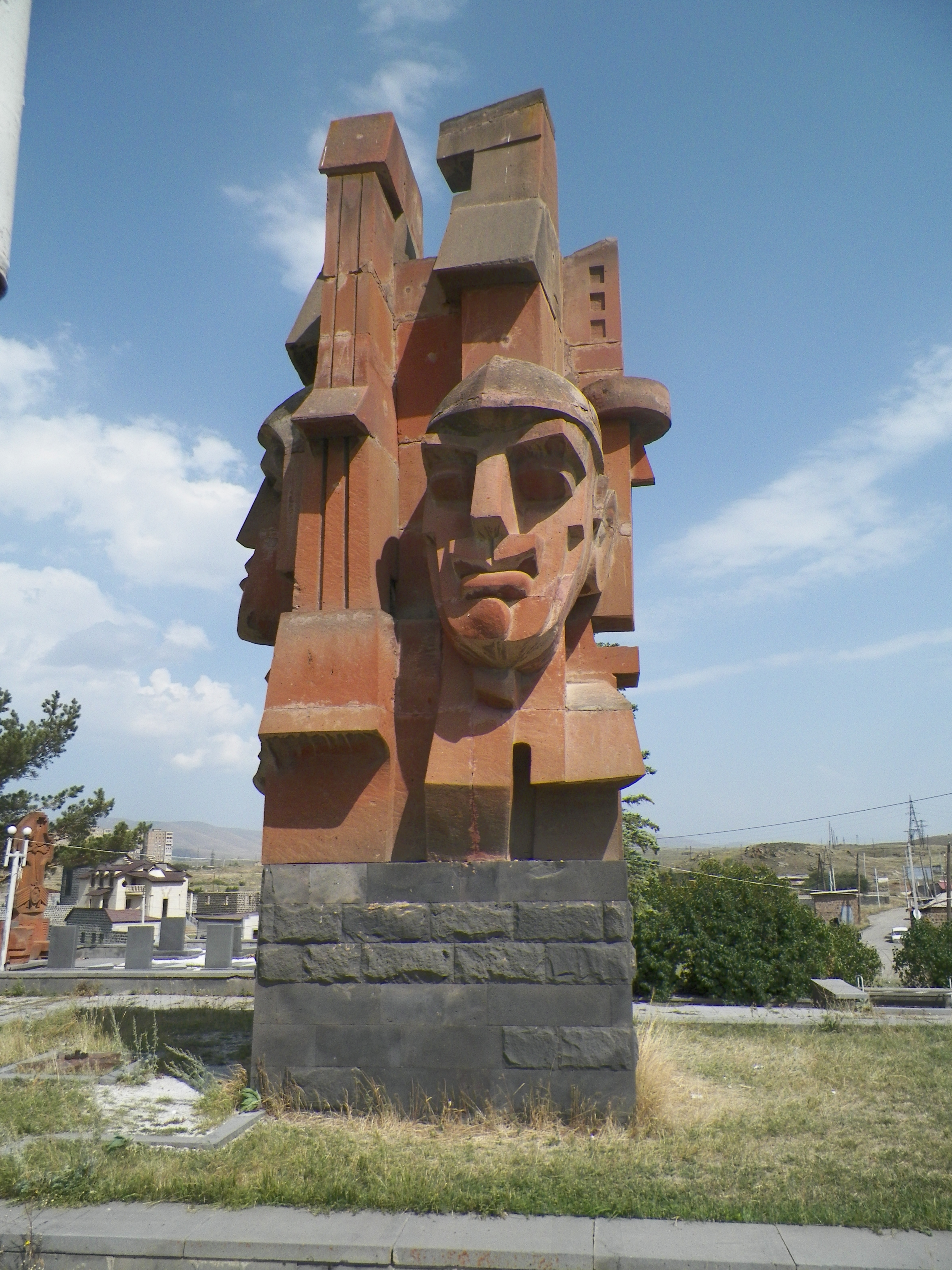
Memorial de la II Guerra Mundial de Hrazdan

L'esport més popular de la ciutat és el futbol. El FC Shinarar és el club de futbol de la ciutat durant l'època soviètica. El 1992 es dissol el club per raons econòmiques.

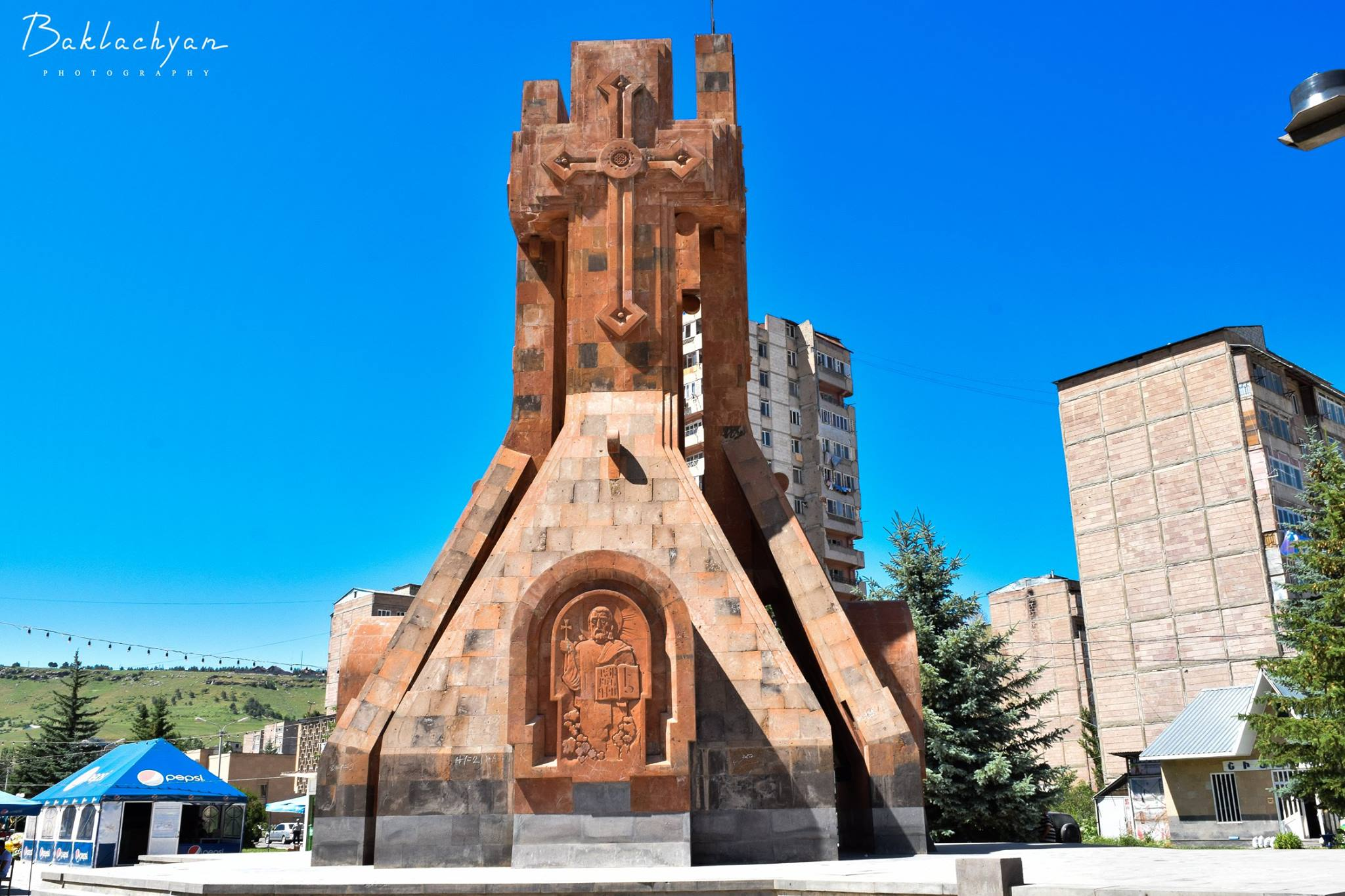

La ciutat té un estadi d'hoquei sobre herba amb una capacitat de 1.500 espectadors. El Club d'Hoquei Hrazdan representa la ciutat en tornejos nacionals i internacionals. El medallista de broze dels Jocs Olímpics de 1980 Sos Hayrapetyan juga en el club entre el 1988 i el 1992.